# Chloromantis impunctata
Chloromantis impunctata es una especie de mantis de la familia Iridopterygidae.

## Distribución geográfica
Se encuentra en Mozambique.